# هاني عبد العزيز حسين
هاني عبد العزيز حسين ، وزير النفط في الكويت  (2012 - 2013).

## عن حياته
ولد هاني عبد العزيز حسين التركيت ، في الكويت عام 1948 ، وهو عضو مجلس إدارة شركة دانة غاز في الامارات العربية المتحدة ، يشغل منصب وزير النفط الكويتي بين 2012 ، 2013 ومستشار البترول لرئيس الوزراء بين 2007 - 2012 ، وهو الرئيس التنفذي لمؤسسة البترول الكويتية عام (2004 - 2007) ، كما شغل منصب رئيس مجلس الإدارة والعضو المنتدب لشركة صناعة الكيماويات البترولية ، ومنصب العضو المنتدب لتكرير النفط والتسويق المحلي والعضو المنتدب للتسويق في مؤسسة البترول الكويتية بين (1988 - 2004) ، كما شغل منصب رئيس مجلس الإدراة لشركة البترول الوطنية الكويتية. 

## عمله بالنفط
بدأ عمله المهني في شركة البترول الوطنية الكويتية حيث عمل على مصفاة الشعيبة عام (1972 - 1974) وفي إدارة التخطيط في عام (1974 - 1977) ، ومن بعدها في قسم التسويق الدولي في عام (1977 - 1980) ، حاصل على بكالوريوس في الهندسة الكيميائية عام (1971) من جامعة تلسا في الولايات المتحدة الأمريكية .

## سيرته العلمية والعملية
- رئيس الأمانة العامة - نقطة الإرتباط الكويتية (اللجنة المركزية للإشراف على تنفيذ المشاريع المتعلقة بإعادة تأهيل البيئة) .
- الرئيس التنفيذي و نائب رئيس مجلس الإدارة لمؤسسة البترول الكويتية 2004 - 2007.
- رئيس مجلس الإدارة و العضو المنتدب لشركة البترول الوطنية الكويتية 1998 - 2004.
- العضو المنتدب للتسويق في مؤسسة البترول الكويتية 1995 - 1998.
- رئيس مجلس الإدارة و العضو المنتدب لشركة صناعات الكيماويات البترولية 1990 - 1995 .
- المساعد التنفيذي للعضو المنتدب للتسويق في مؤسسة البترول الكويتية 1980 - 1990 .
- مدير التخطيط في جهاز التسويق العالمي في شركة البترول الوطنية الكويتية 1977 - 1980 .
- مهندس تصنيع في شركة البترول الوطنية الكويتية 1972 - 1977 .

## وصلات خارجية
- هاني عبد العزيز حسين